# Савчук, Виктор Васильевич
Виктор Васильевич Савчук (род. 10 августа 1955, Кривой Рог, Днепропетровская область) — советский борец классического стиля, победитель Спартакиады народов СССР (1983), призёр чемпионатов СССР и чемпионата Европы, мастер спорта СССР международного класса (1977).

## Биография
Родился 10 августа 1955 года в городе Кривой Рог.
Оставил большой спорт в 1990 году. Тренер спортивной школы олимпийского резерва № 64 Москомспорта.
Младший сын, Маршалл Савчук — самбист и боец смешанных единоборств, тренер, телекомментатор, общественный деятель.

## Спортивные результаты
- Классическая борьба на летней Спартакиаде народов СССР 1979 года — ;
- Чемпионат СССР по классической борьбе 1980 года — ;
- Чемпионат СССР по классической борьбе 1983 года — ;
- Чемпионат СССР по классической борьбе 1988 года — ;
- Классическая борьба на летней Спартакиаде народов СССР 1983 года — ;
- Чемпионат СССР по классической борьбе 1990 года — ;